# كويار فيغا
بلدية قرية قُولَر أو كويار فيغا (بالإسبانية: Cúllar Vega) هي بلدية تقع في مقاطعة غرناطة التابعة لمنطقة أندلوسيا جنوب إسبانيا.

## الديموغرافيا
بلغ عدد سكان بلدية قرية قولر 7.019 نسمة عام 2011 (وفقاً للمعهد الوطني الإسباني للإحصاء).
| 2.656 | 3.656 | 4.424 | 5.556 | 6.212 | 6.658 | 7.019 |